# اتصال دولي
الاتصال الدولي يُشار إليه أيضًا باسم دراسة الاتصال العالمي أو الاتصال عبر الوطني، هو ممارسة الاتصال التي تحدث عبر الحدود الدولية. كانت الحاجة إلى الاتصال الدولي بسبب التأثيرات المتزايدة للعولمة. مجالًا للدراسة، يُعد الاتصال الدولي فرعًا من دراسات الاتصال، يهتم بنطاق تفاعلات «الحكومة إلى الحكومة» و«الأعمال التجارية إلى الشركات» و«الأشخاص إلى الأشخاص» على المستوى العالمي.
حاليًا ، تُدرس الاتصالات الدولية في الكليات في جميع أنحاء العالم. نظرًا إلى السوق المعولم بتزايد، يوجد طلب كبير على الموظفين الذين يمتلكون القدرة على التواصل الفعال عبر الثقافات. تشمل الاتصالات الدولية الاهتمامات السياسية والاقتصادية والاجتماعية والثقافية والعسكرية.

## السياق التاريخي

### التواصل والإمبراطورية
أدت شبكات الاتصال الفعالة أدوارًا حاسمة في تأسيس السلطة الإمبراطورية القديمة والتجارة الدولية. يمكن استخدام مدى الإمبراطورية مؤشرًا على كفاءة الاتصال. استخدمت الإمبراطوريات القديمة مثل روما وبلاد فارس والصين الكتابة في جمع المعلومات ونشرها، وإنشاء أنظمة بريدية. في وقت مبكر من القرن الخامس عشر، نُشرت الأخبار عبر الوطنية في أوروبا. تبادل تجار القمح في البندقية وتجار الفضة في أنتويرب وتجار نورمبرغ وشركاؤهم التجاريون النشرات الإخبارية الاقتصادية وخلقوا قيمًا ومعتقدات مشتركة في حقوق رأس المال.

### ظهور التلغراف وتقارب الزمان والمكان
سنة 1837، اخترع صموئيل مورس التلغراف. يعمل التلغراف بإرسال إشارات كهربائية عبر سلك يوضع بين المحطات. كان هذا هو الوضع الأول للاتصال لإزالة تأثير المسافة، ما يسمح باتصال شبه فوري. نظرًا إلى سرعته وموثوقيته في تقديم المعلومات، أتاح التلغراف فرصًا للتوسع الرأسمالي والعسكري وزاد من تكامل السوق وذلك بخفض تكلفة التجارة بزيادة الاستفادة من قدرة الشحن. يشير إنشاء أجهزة الكابلات إلى ترتيب الطاقة العالمي في أواخر القرن التاسع عشر وأوائل القرن العشرين.

### عصر وكالات الأنباء
ساعدت صناعة الصحف وشبكات التلغراف الدولية بعضها. غيرت اتصالات البرق جذريًا طريقة إنتاج الأخبار. لم يعد اختيار العناصر الفردية للصحف الحديثة على أساس القرب المكاني، بل وفقًا للمعايير الصحفية الناشئة حديثًا حول ملاءمة الأخبار. مع زيادة العرض والطلب في صناعة الصحف بسرعة في القرن التاسع عشر، أُنشئت وكالات الأنباء. تأسست وكالة هافاس الفرنسية عام 1835، ووكالة وولفين الألمانية عام 1849 ، ووكالة رويترز البريطانية عام 1851. بدأت هذه الوكالات الأوروبية الثلاث خدمات بيانات مالية للمصرفيين، ثم بدأت العمل دوليًا ووسعت تغطيتها لأخبار العالم. دعمت الحكومات وكالات الأنباء. بحلول عام 1866، بدأت وكالات الأنباء الوطنية بالانتشار في العديد من البلدان الأوروبية. وإلى جانب تغطية الأخبار وبيعها محليًا، اعتمدوا على الخدمات الرئيسية للتغطية والمبيعات في الخارج. أدت وسائل الإعلام العالمية ووكالات الأنباء دورًا أساسيًا في العولمة المعاصرة، ما جعل الشعور بالاتصال الفوري وتجربة الاتصال العالمي ممكنًا. أدت دورًا رائدًا في استخدام التقنيات الجديدة، مثل التلغراف، التي غيرت طبيعة الأخبار. لا يزال الابتكار التكنولوجي يمثل مجالًا رئيسيًا للمنافسة بين وكالات الأنباء العالمية.

### البث الإذاعي
انتهزت الدول الغربية فرص تنفيذ الاتصالات اللاسلكية بعد البث الإذاعي الأول للصوت البشري في عام 1902؛ ولكن آليتي البث الإذاعي كانتا مختلفتين بشكل واضح. أكد قانون الراديو لعام 1927 في الولايات المتحدة الأمريكية وضعه كمؤسسة تجارية ممولة من الإعلانات، بينما في بريطانيا، أُنشِئت هيئة الإذاعة البريطانية الرائدة في مجال البث العام في نفس العام. لعب البث الإذاعي خلال الحرب العالمية الأولى والحرب العالمية الثانية دورًا مهمًا في إدارة الرأي العام المحلي والدعاية الدبلوماسية الدولية في الخارج.
استمرت الاتصالات الدولية تحت سيطرة الراديو في الظهور في أيديولوجيات الدعاية الخاصة حتى في زمن الحرب الباردة. تُعد وكالة صوت أمريكا الإعلامية مثالًا مهمًا على ذلك، وذلك بسبب إدارتها لشبكة عالمية لتلقين عقيدة «الحلم الأمريكي» لجمهورها الدولي. لعبت الإذاعة دورًا مهمًا في المواجهة الأيديولوجية بين الشرق والغرب. يمكن للبث أن يخترق «الستار الحديدي» ويتعامل مباشرة مع «العدو»، وهو الأمر الذي كان مهمًا للغاية في الأيام الأولى للحرب الباردة. قدم البث الغربي قناة بديلة لتدفق المعلومات والأفكار الجديدة. كان حوالي ثلث البالغين الحضريين السوفييت وحوالي نصف البالغين في أوروبا الشرقية مستمعين منتظمين للبث الغربي في ذلك الوقت.
استخدمت الولايات المتحدة والحكومات السوفيتية مواقع الإرسال على الموجات القصيرة، والمعروفة باسم «محطات الأرقام»، لإرسال الدعاية إلى دول أجنبية. كانت أيضًا وسيلة آمنة لإرسال رسائل مشفرة إلى ضباط المخابرات العاملين في بلدان أخرى. يمكن للوكيل تلقي رسالة لمرة واحدة لا يفهمها إلا هو في حال امتلاكه للمحطة وعلمه بوقت البث ورمز التشفير.
لم تتأثر الدول الغربية فقط بالتواصل من خلال استخدام البث الإذاعي. تُعد الإبادة الجماعية في رواندا عام 1994 مثالًا على ذلك. تحطمت طائرة تقل رئيس رواندا وبوروندي المجاورة في ظروف غامضة في أبريل عام 1994. أدى ذلك إلى موجة قتل حاشدة وقعت خلال الأشهر الثلاثة التالية، وخلفت أكثر من مليون قتيل رواندي. اتُّهِمت وسائل الإعلام الرواندية بالتحريض على الكراهية التي أدت إلى العنف باستخدام إطار أخلاقي للإبلاغ عن النضال السياسي، وذلك فضلاً عن نشر الخوف والشائعات والذعر، وحث المواطنين العاديين أيضًا على المشاركة في المجازر. جذبت محطة الإذاعة الشعبية أر تي إل إم الشباب العاطلين عن العمل وميليشيا إنتراهاموي، وهي منظمة يمينية متطرفة، من خلال برامجها الإذاعية.

### المطالبة بأمر اتصال جديد
توقفت العلاقات المكثفة للقوى العظمى منذ انتهاء الحرب الباردة رسميًا في عام 1990 مع انهيار الاتحاد السوفيتي، وظهور دول العالم الثالث، وتوقف نظام الاتصال غير المتكافئ. دعا العالم الثالث إلى إنهاء حالة الاتصال المهمشة. إن «تقارب الاتصالات السلكية واللاسلكية والحوسبة والقدرة على نقل جميع أنواع البيانات، من صور وكلمات وأصوات، عبر الإنترنت أحدث ثورة في تبادل المعلومات على الصعيد الدولي»، وخاصة عندما دخلت الاتصالات الدولية في عصر المعلومات.

### الاعتبارات المتعلقة بالاتصال الدولي
من المهم أخذ الثقافة بعين الاعتبار عند التواصل على المستوى الدولي. تفشل العديد من الشركات في إدراك أن اللغة المستخدمة لا تحدد كيفية إدارة الأعمال، وذلك على الرغم من اعتماد اللغة الإنجليزية كلغة معتمدة في الأعمال. من المهم أن نفهم أن التواصل بين الثقافات والاتصال الدولي قابلان للتبادل. يعد الاتصال الفعال بين شركاء الأعمال الدوليين أمرًا بالغ الأهمية لتحقيق النجاح العالمي؛ ويمكن للاختلافات الثقافية الوطنية والتنظيمية الكامنة في العلاقات الدولية المتعلقة بالأعمال خلق عقبات أمام الاتصال الفعال، مما يمكن أن يعيق الأداء.
قد يكون من المقبول، كسائح، الحفاظ على المعايير الثقافية من بلد المنشأ عند الزيارة، وذلك على الرغم من أن محاولة التكيف ستكون موضع تقدير. من المهم التعرف على الاختلافات الثقافية عند إدارة الأعمال التجارية، وخاصة عند التواصل. كان هناك عدد كبير من الأبحاث بناءً على احتياجات أولئك الذين يسافرون إلى الخارج من أجل تسويق المنتجات أو الخدمات في مطلع القرن العشرين. تشمل قائمة الباحثين هوفستد (1991)، وستورتي (1994)، وأنصاري وجاكسون (1995)، وكوشنر وبريسلين (1996)، وأدلر (1997)، وميد (1998) وماركس (1999). أصبح كتاب غيبسون، بسبب تلك الدراسات، مصدرًا مهمًا للمعلومات لمحترفي الأعمال المهتمين بالنجاح على المستوى الدولي. أوضح دوغلاس ستوري التغيير في أسلوب واستراتيجية الدبلوماسية الأمريكية منذ عام 1979 بعد ظهور أول نسخة من كتاب غلين فيشر.
من المهم أن نفهم أن الاتصال الدولي لا يقتصر على اللغة المستخدمة أثناء الاتصال، وذلك على الرغم من سبب الاتصال. هناك طريقتان مفهومتان على نطاق واسع لإنشاء لوائح الاتصالات الدولية. تشمل الطريقة الأولى تدويل حد أدنى من المعايير بالاتفاق بين الأطراف؛ وتشمل الطريقة الثانية السماح للأطراف بالإشارة إلى استثناءات لنقاط محددة قد لا يتمكنون من التوصل إلى اتفاق بشأنها. توفر الطريقة الثانية معاييرًا أعلى من خلال السماح لبعض الأطراف بالانسحاب، وذلك على الرغم من عدم ارتقاءها إلى مستوى التوحيد.